# Mogens Fog
Mogens Ludolf Fog (født 9. juni 1904 på Frederiksberg (Frederiksberg Fødehjem), død 16. juli 1990) var dansk læge og politiker (Danmarks Kommunistiske Parti) og befrielsesregeringens minister for særlige anliggender.

## Ungdom
Mogens Fog var født på Frederiksberg som søn af bibliotekar Ludolf Emil Fog og hustru Emilie Vilhelmine Caroline Birch. Flyttede i 1904 til Kongens Lyngby, indført i Kongens Lyngby Sogns Kirkebog. Faderen var dr.phil. i litteraturhistorie og redaktionssekretær på Politiken.

### Uddannelse og professorat
Fog gik på Metropolitanskolen i samme årgang (1922) som Arne Munch-Petersen og Otto Melchior. Alle tre meldte de sig halvandet år efter studentereksamen ind i Danmarks Kommunistiske Parti. Fog blev uddannet læge, blev dr.med. og var fra 1938 til 1974 professor i neurologi ved Københavns Universitet.
I trediverne var Fog førende inden for socialmedicinsk forskning og var også stærkt aktiv i kulturkampen mod fascisme og nazisme. I 1932 var han foreningen Socialistiske Lægers stiftende formand.

### Privatliv
Han blev i 1932 gift med Elin Hariet Edwards. Han er begravet på Ordrup Kirkegård.

## Modstandskampen
Efter den tyske besættelse af Danmark i 1940 lykkedes det i 1941 Fog at knytte forbindelser mellem DKP's formand Aksel Larsen og den konservative Christmas Møller for at sikre samarbejdet i modstandskampen. Fog var medstifter af modstandsorganisation Frit Danmark og medarbejder ved organisationens blad i 1942. Mogens Fog med dæknavne som From, Orange, Ingeniøren, Ole og Henriksen var en af de illegale kurerer (med bl.a. mikrofilm) for Ebbe Munck i 1942. Kurerruten gik til adressen Sibyllegatan 13 i Stockholm, Sverige, og alt sammen under dække af at være på foredragsturne. Fog var en af de første til at gå under jorden og var i 43 med til at danne Frihedsrådet. I oktober 1944 arresterede Gestapo Mogens Fog, som sammen med andre blev indsat i Shellhuset som gidsler og menneskelige skjolde som værn mod britiske bomber. Det lykkedes Fog imidlertid at flygte, da engelske flyvere den 21. marts 45 bombede Gestapos hovedkvarter. Efter befrielsen var han ansvarlig for at hente danske koncentrationslejrfanger hjem.

## Efter befrielsen
Ved befrielsen i maj 1945 tog han sæde i befrielsesregeringen som minister for særlige anliggender og blev ved valget samme år indvalgt i Folketinget for det kommunistiske parti. Han bevarede sit folketingsmandat til 1950.
I 1958 brød han med kommunisterne og var med til at stifte Socialistisk Folkeparti under Aksel Larsen.

## Københavns Universitets rektor
Fra 1966 til 1972 var han valgt som Københavns Universitets rektor. I disse år fandt studenteroprøret/ungdomsoprøret sted, og Fog fik i samarbejde med studenterne indført demokratiske reformer ved universitetet.

### Årsfesten 1968
I 1968 lod rektor Fog den psykologistuderende Finn Ejnar Madsen tale fra rektors talestol ved KU’s årsfest.

## Trivia
- Fra 1940 til sidste halvdel af 1950'erne overtog Mogens Fog og dr.med. Torben Andersen den syfilis-behandling af Karen Blixen, som dr.med. Carl Rasch havde indledt.